# Pirc-Ufimzew-Verteidigung

Pirc-Ufimzew-Verteidigung

Bei der Pirc-Ufimzew-Verteidigung [pirts-] (Jugoslawische Verteidigung oder Jugoslawisch) handelt es sich um eine Eröffnung des Schachspiels.
|   | a | b | c | d | e | f | g | h |   |
| 8 |   |   |   |   |   |   |   |   | 8 |
| 7 |   |   |   |   |   |   |   |   | 7 |
| 6 |   |   |   |   |   |   |   |   | 6 |
| 5 |   |   |   |   |   |   |   |   | 5 |
| 4 |   |   |   |   |   |   |   |   | 4 |
| 3 |   |   |   |   |   |   |   |   | 3 |
| 2 |   |   |   |   |   |   |   |   | 2 |
| 1 |   |   |   |   |   |   |   |   | 1 |
|   | a | b | c | d | e | f | g | h |   |

Die Grundstellung der Pirc-Verteidigung nach 3. … g7–g6
Die Pirc-Ufimzew-Verteidigung zählt zu den Halboffenen Spielen und ist in den ECO-Codes unter den Schlüsseln B07–B09 klassifiziert. Sie wird häufig auch nur als Pirc-Verteidigung bezeichnet, ist offiziell jedoch nach den Meisterspielern Vasja Pirc und Anatoli Ufimzew benannt.

## Grundlagen
Die Pirc-Ufimzew-Verteidigung beginnt mit den Zügen:
1. e2–e4 d7–d6
2. d2–d4 Sg8–f6
3. Sb1–c3 g7–g6
und gilt auf Großmeister-Niveau als vergleichsweise riskante Eröffnung. Ähnlich der Königsindischen Verteidigung wird Weiß zunächst das Zentrum überlassen und mit dem Fianchetto, einem Springer auf f6 und dem Bauern d6 eine passive Auffangstellung eingenommen.
Aufgrund des zurückhaltenden schwarzen Aufbaus stehen Weiß mehrere (Haupt-)Fortsetzungen zur Verfügung:
- Byrne-System: 4. Lc1–g5 Weiß will diesen Läufer vor dem Bauern f4 postieren
- Läufer-System: 4. Lf1–c4
- Klassisches System: 4. Sg1–f3 (Entwicklungsplan: Lf1–e2, 0–0)
- Fianchetto-System: 4. g2–g3 (Entwicklungsplan: Lf1–g2, Sg1–e2, 0–0 und ggf. f2–f4)
- f3-System: 4. f2–f3 (analog der Sämisch-Variante im Königsindischen stützt Weiß sein Zentrum und wird mit h2–h4 und ggf. g2–g4 am Königsflügel vorrücken).
- 150er-Angriff: 4. Lc1–e3 (Entwicklungsplan: Dd1–d2, f2–f3, lange Rochade und Angriff am Königsflügel, analog zum Jugoslawischen Angriff in der Drachenvariante), wie in der berühmten Partie Kasparow – Topalow, Wijk aan Zee 1999.
- Dreibauernangriff: 4. f2–f4 (direktes Vorgehen im Zentrum und Raumgewinn mit e4–e5 und/oder f4–f5) Lf8–g7 5. Sg1–f3.

Der sofortige Gegenangriff auf das weiße Zentrum c7–c5 führt zu Verwicklungen wie 6. Lf1–b5+ (6. e4–e5 Sf6–d7 7. e5xd6 0–0) Lc8–d7 7. e4–e5 Sf6–g4 8. Lb5xd7+ Dd8xd7 9. d4–d5 d6xe5 10. h2–h3 e5–e4 oder 8. e5–e6 Ld7xb5 (f7xe6 9. Sf3–g5 Ld7xb5  10. Sg5xe6 Lg7xd4 11. Se6xd8 Ld4–f2+ 12. Ke1–d2 Lf2–e3+ ergibt Dauerschach. Weiß kann 11. Sxb5 versuchen) 9. exf7+ Kd7 10. Sc3xb5 Dd8–a5+ 11. Sb5–c3 c5xd4 12. Sf3xd4 h7–h5 13. Dd1–f3 Sb8–c6. 
Mit 5. … 0–0 hingegen schließt Schwarz zuerst seine Entwicklung ab, bevor er zu weiteren Aktivitäten übergeht.  6. Lf1-d3 wäre die häufigste Erwiderung gewesen. 
- 4. Lf1–e2 Lf8–g7 5. h2–h4 oder 5. g2–g4

Die vier letztgenannten Varianten führen meist zu taktischen Positionen und zielen auf direkten Königsangriff, während vor allem das Fianchetto-System und die klassische Spielweise einen ruhigeren, positionellen Spielaufbau nach sich ziehen.

## Parallelen zu anderen Eröffnungen
Die fast identische Moderne Verteidigung (1. e2–e4 g7–g6) unterscheidet sich hauptsächlich durch das Zurückhalten des Springers auf g8, wo er sehr lange verweilt, ehe er später unter anderen Umständen weggezogen wird. Da hierbei nicht der Zug 3. Sb1–c3 durch 2. … Sg8–f6 mehr oder minder forciert wird, kann Weiß andere Möglichkeiten ergreifen als im Pirc, so zum Beispiel auch 3. c2–c4 spielen. Danach entsteht häufig die Königsindische Verteidigung. In diesen drei Eröffnungen hat Weiß mit seinem Bauernzentrum Raumvorteil, aber Schwarz kann die Bauernvorstöße e7–e5 oder c7–c5 dagegen setzen.
Eine eigenständige Eröffnung stellt das Tschechische System (auch Pribyl-Pirc genannt) dar, das nach den Zügen
1. e2–e4 d7–d6 2. d2–d4 Sg8–f6 3. Sb1–c3 c7–c6 entsteht.
Die Hauptvarianten sind:
- 4. f2–f4 Dd8–a5 (gefolgt von 5. e4–e5, Lf1–d3 oder Lc1–d2)
- 4. Sg1–f3 Lc8–g4 mit dem Plan des Schwarzen e7–e6 und d7–d5 zu spielen.

Des Weiteren ist in der heutigen Turnierpraxis folgende Variante zu finden:
- 2. d2–d4 Sg8–f6 3. Sb1–c3 e7–e5

Dies führt nach 4. d4xe5 zu einer eigenständigen Variante oder nach 4. Sg1–f3 zur Philidor-Verteidigung.
Nach Jörg Hickl ist die Variante nach 4. d4xe5 d6xe5 5. Dd1xd8+ Ke8xd8 ausgeglichen, da die schwarze Beengtheit aufgelöst wird.
Schwarz baut sich normalerweise mit Le6, Ld6, Ke7, h6, a6, Sc6 auf und kann dann mittels Thb8 (die d-Linie wird ja vom Läufer blockiert) am Damenflügel angreifen. Der Doppelbauer nach 6. Lf1–c4 Lc8–e6 7. Lc4xe6 f7xe6 ist keine richtige Schwäche, da er wichtige Felder im Zentrum, die sonst der weiße Springer besetzen könnte, kontrolliert. Allgemein gilt der Übergang in die Philidor-Verteidigung mit 4. Sg1-f3 deshalb als erfolgversprechender.